# Franz-Neumann-Platz
Franz-Neumann-Platz (Am Schäfersee) – stacja metra w Berlinie na linii U8, w dzielnicy Reinickendorf, w okręgu administracyjnym Reinickendorf. Stacja została otwarta w 1987. Wejścia do podziemi znajdują się przy skrzyżowaniach Residenzstraße z ulicami Am Schäfersee, Simmelstraße oraz Pankower Alee.